# 2018年英國內閣改組
英國首相文翠珊在2017年6月組成她的少數派內閣後，在2018年1月8日進行首次內閣改組。當首席大臣達米安·格林在2017年12月辭職後，外界高度關注及後將出現的內閣改組。有報道指「最多四分之一」的內閣閣員會落馬，包括任內多次出現政治醜聞的外交大臣鲍里斯·约翰逊。自文翠珊提前大選但敗選歸來以後的半年，首相權力持續動搖，外界視是次內閣改組為文翠珊重掌權力的機會。縱使首相府形容此乃「重振」內閣，但改組規模比想像中為小。改組後翌日的1月9日，多份報章頭版報導內閣改組的混沌，《每日电讯报》形容為「細高跟鞋鈍了的一晚」，將是次改組與麥美倫的1962年改組作比較。
傳媒廣泛報道指杰里米·亨特原定被調任商務、能源和產業戰略大臣，但他要求留任衛生大臣，並成功說服文翠珊，而職稱則加入社會保障。而被外界一直揣測其去向的簡意寧，最終未能續任教育大臣，文翠珊提出轉任就業及退休保障大臣，但被對方拒絕，並選擇辭職、離開政府。

## 內閣人事變動
| 大臣 | 大臣                              | 改組前                                  | 改組後                                                                   |
| ---- | --------------------------------- | --------------------------------------- | ------------------------------------------------------------------------ |
|      | 艾斯特·麦克维 議員閣下            | 助理首席黨鞭 宮廷財務官                 | 入閣升任就業及退休保障大臣                                               |
|      | 马修·汉考克 議員閣下              | 數碼及文化國務大臣                      | 入閣升任數碼、文化、傳媒及體育大臣                                       |
|      | 克莱尔·佩里 議員                  | 氣候變化及產業國務大臣                  | 獲准入閣並獲任命為樞密院成員                                             |
|      | 卡罗琳·诺克斯 議員                | 政府彈性及效率事務部長                  | 入閣升任移民國務大臣                                                     |
|      | 達米安·海因斯 議員                | 就業事務部長                            | 升任教育大臣                                                             |
|      | 安珀·路德 議員閣下                | 內政大臣                                | 兼任婦女及平等事務部長                                                   |
|      | 薩吉德·賈偉德 議員閣下            | 社區及地方政府大臣                      | 改任房屋、社區及地方政府大臣                                             |
|      | 杰里米·亨特 議員閣下              | 衛生大臣                                | 改任衛生及社會保障大臣                                                   |
|      | 大衛·利汀頓 議員閣下 CBE          | 大法官 司法大臣                         | 轉任內閣辦公室部長和蘭開斯特公爵領地事務大臣，在首相答問環節時為首相副手 |
|      | 大衛·高克 議員閣下                | 就業及退休保障大臣                      | 轉任大法官及司法大臣                                                     |
|      | 卡倫·布拉德利 議員閣下            | 數碼、文化、傳媒及體育大臣              | 轉任北愛爾蘭事務大臣                                                     |
|      | 布蘭登·劉易斯 議員閣下            | 移民國務大臣                            | 轉任不管部大臣                                                           |
|      | 詹姆斯·布魯克肖爾 議員閣下        | 北愛爾蘭事務大臣                        | 以健康為由請辭                                                           |
|      | 帕特里克·麦克洛克林 爵士 議員閣下 | 蘭開斯特公爵領地事務大臣 （保守党主席） | 離開政府                                                                 |
|      | 簡意寧 議員閣下                   | 教育大臣 婦女及平等事務部長             | 據報因拒絕由教育部轉職就業及退休保障部，而決定請辭                       |

## 初級大臣人事變動
| 大臣 | 大臣                                    | 改組前                               | 改組後                                 |
| ---- | --------------------------------------- | ------------------------------------ | -------------------------------------- |
|      | 山姆·吉馬 議員                          | 監獄、緩刑、更生、判刑政務次官       | 升任大學及科學國務大臣                 |
|      | 卡罗琳·戴恩内奇 議員                    | 家庭支援、房屋、兒童撫養政務次官     | 升任衛生及社會保障國務大臣             |
|      | 史提芬·巴克萊 議員                      | 財政部經濟秘書 金融城大臣            | 升任衛生及社會保障國務大臣             |
|      | 玛戈特·詹姆斯 議員                      | 小企業、消費者、企業責任政務次官     | 升任數碼及文化國務大臣                 |
|      | 哈莉特·鲍德温 議員                      | 國防採購政務次官                     | 升任非洲事務國務大臣兼國際發展國務大臣 |
|      | 瑞斯·薩納克 議員                        | 後座議員（2015年當選）               | 升任房屋、社區、地方政府政務次官       |
|      | 露西·弗雷泽 議員 QC                     | 後座議員（2015年當選）               | 升任 監獄、緩刑、更生、判刑政務次官    |
|      | 奧利佛·道登 議員 CBE                    | 後座議員（2015年當選）               | 升任實行政策事務部長                   |
|      | 基特·馬特豪斯 議員                      | 後座議員（2015年當選）               | 升任就業及退休保障政務次官             |
|      | 格拉漢姆·斯圖爾特 議員                  | 助理政府黨鞭                         | 升任國際貿易政務次官                   |
|      | 斯圖爾特·安德魯 議員                    | 蘭開斯特公爵領地事務大臣國會私人秘書 | 升任威爾斯事務政務次官及助理政府黨鞭   |
|      | 纳齐姆·扎哈维 議員                      | 後座議員（2010年當選）               | 升任教育政務次官                       |
|      | 蘇拉·布拉弗曼 議員                      | 財政部國會私人秘書                   | 升任脫歐政務次官                       |
|      | 沙利什·瓦拉 議員                        | 後座議員（2005年當選）               | 升任北愛爾蘭事務政務次官               |
|      | 努斯·加尼 議員                          | 後座議員（2015年當選）               | 升任運輸政務次官                       |
|      | 邁克爾·埃利斯 議員                      | 下議院副領袖                         | 升任數碼、文化、媒體、體育政務次官     |
|      | 安德魯·格里菲斯 議員                    | 財政部專員                           | 升任商務、能源和產業戰略政務次官       |
|      | 希瑟·惠勒 議員                          | 財政部專員                           | 升任房屋、社區、地方政府政務次官       |
|      | 羅伯特·詹里克 議員                      | 內政部國會私人秘書                   | 升任財政部國庫秘書                     |
|      | 羅利·斯圖爾特 議員 OBE FRSL             | 非洲事務國務大臣 國際發展國務大臣    | 轉任法庭及司法國務大臣                 |
|      | 阿洛克·夏尔马 議員                      | 房屋及規劃國務大臣                   | 轉任就業事務部長                       |
|      | 多米尼克·拉布 議員                      | 法庭及司法國務大臣                   | 轉任房屋及規劃國務大臣                 |
|      | 約·約翰遜 議員                          | 大學及科學國務大臣                   | 轉任運輸國務大臣和倫敦事務部長         |
|      | 克洛依·史密斯 議員                      | 北愛爾蘭事務政務次官                 | 轉任內閣辦公廳政務次官                 |
|      | 吉托·貝伯 議員                          | 威爾斯事務政務次官                   | 轉任國防採購政務次官                   |
|      | 約翰·格倫 議員                          | 藝術、古蹟、旅遊業政務次官           | 轉任財政部國庫秘書兼金融城大臣         |
|      | 羅伯特·古德威爾 議員                    | 兒童及家庭國務大臣                   | 離開政府                               |
|      | 菲利浦·鄧恩 議員                        | 衛生國務大臣                         | 離開政府                               |
|      | 克里斯·斯基德莫爾 議員 FRHistS FSA FRSA | 憲法事務部長                         | 離開政府；獲任命為保守黨副主席         |
|      | 約翰·海斯 議員閣下 CBE FRSA             | 運輸國務大臣                         | 離開政府                               |
|      | 馬庫斯·瓊斯 議員                        | 社區及地方政府政務次官               | 離開政府；獲任命為保守黨副主席         |
|      | 安德魯·瓊斯 議員                        | 財政部財政秘書                       | 離開政府；獲任命為保守黨副主席         |
|      | 馬克·加尼爾 議員                        | 國際貿易政務次官                     | 離開政府                               |

## 黨鞭辦公室人事變動
| 黨鞭 | 黨鞭                 | 新職位                    |
| ---- | -------------------- | ------------------------- |
|      | 克里斯托弗·平彻 議員 | 副首席政府黨鞭 宫廷财务官 |
|      | 凯利·托赫斯特 議員   | 助理政府黨鞭              |
|      | 米姆斯·戴維斯 議員   | 助理政府黨鞭              |
|      | 阿曼达·米林 議員     | 助理政府黨鞭              |
|      | 喬·查爾 議員         | 助理政府黨鞭              |
|      | 溫迪·默頓 議員       | 助理政府黨鞭              |
|      | 努斯·加尼 議員       | 助理政府黨鞭              |

## 保守黨人事變動
| 黨員 | 黨員                                    | 改組前                   | 黨內新職位                 |
| ---- | --------------------------------------- | ------------------------ | -------------------------- |
|      | 布蘭登·劉易斯 議員閣下                  | 移民國務大臣             | 保守黨主席                 |
|      | 柯維立 議員 TD VR                       | 移民國務大臣國會私人秘書 | 保守黨副主席               |
|      | 克里斯·斯基德莫爾 議員 FRHistS FSA FRSA | 憲法事務部長             | 保守黨副主席（政策）       |
|      | 凱米·巴德諾赫 議員                      | 後座議員（2017年當選）   | 保守黨副主席（候選人）     |
|      | 本·布拉德利 議員                        | 後座議員（2017年當選）   | 保守黨副主席（青年）       |
|      | 瑪利亞·考菲爾德 議員                    | 後座議員（2015年當選）   | 保守黨副主席（女性）       |
|      | 拉赫曼·奇什蒂 議員                      | 後座議員（2010年當選）   | 保守黨副主席（社區）       |
|      | 海倫·格蘭特 議員                        | 後座議員（2010年當選）   | 保守黨副主席（社區）       |
|      | 安德魯·瓊斯 議員                        | 財政部財政秘書           | 保守黨副主席（商業參與）   |
|      | 馬庫斯·瓊斯 議員                        | 社區及地方政府政務次官   | 保守黨副主席（地方政府）   |
|      | 詹姆斯·莫里斯 議員                      | 後座議員（2010年當選）   | 保守黨副主席（訓練與發展） |

## 反應

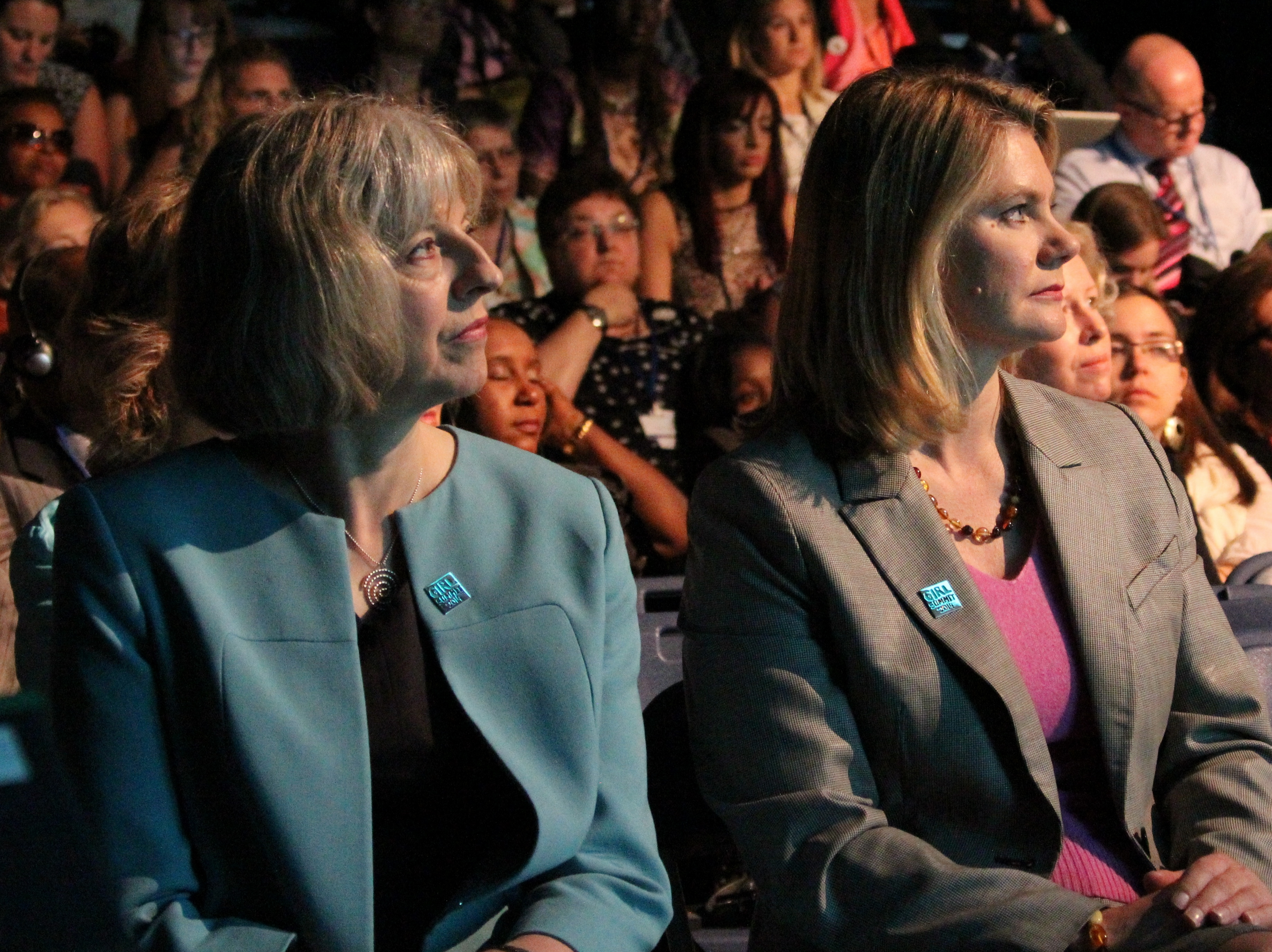
2014年，文翠珊（左）與簡意寧（右）出席同一活動

外界普遍認為是次改組政治上失敗，尤其未能進行徹底的改革。《衛報》稱之為花費政府的「無意義的奢侈品」；第四台新聞的格里·吉本留意到是次改組顯露首相地位被削弱，形容是「長膠叉之夜」；前財相歐思邦在《倫敦旗幟晚報》的專欄撰文，嘲諷梅伊精心策劃了「近代史上最差的改組」。

### 簡意寧留職被拒

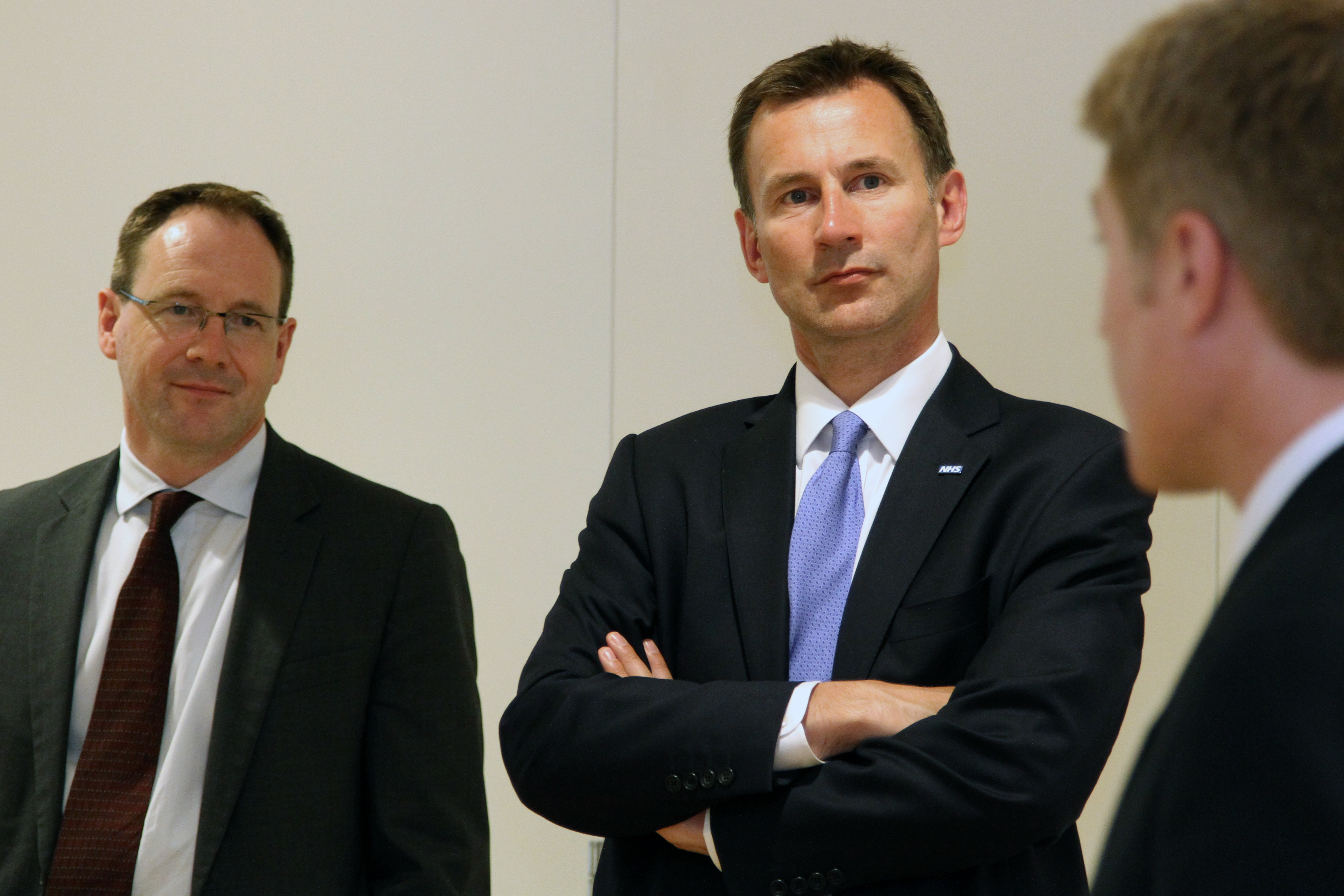
2013年，杰里米·亨特（中） 出訪美國

簡意寧據報逗留在唐寧街10號超過3小時，與首相討論她的未來政治生涯。梅伊提議她轉任就業及退休保障大臣，但葛林寧拒絕離開她的「夢想職業」教育部。葛林寧離開唐寧街後不久，當局宣布她已請辭教育大臣，而首相對她的決定表示遺憾。葛林寧在推特發表聲明，指出「比起我的官位，社會流動對我和我們的國家更重要。」被指是葛林寧暗批梅伊的文法學校政策。
外界大多對葛林寧掛冠表示失望，「地區學校聯網」創辦人梅麗莎·本恩形容她的離職「對所有關心教育的人而言是一個壞消息」；《新政治家》的斯蒂芬·布希撰文批評梅伊處理教育大臣的舉動「毫不合理」，讚揚葛林寧是名功臣，不配降職至就業及退休保障部，而她返回後座也可能令保守黨反脫歐派陣營增添一員；蘇格蘭保守黨黨魁露絲·戴維森稱讚葛林寧是「LGBT+保守黨人的真正榜樣」；天空新闻的費薩爾·伊斯林引述消息指，多名保守黨議員私底下都對於梅伊的處理手法感到憤怒，形容是「可怕的錯誤」。

### 侯俊偉拒調職
衛生大臣杰里米·亨特與梅伊會面一小時，期間商務大臣格雷格·克拉克要在外等待。外界原本估計杭特和克拉克會互調職位，但杭特拒絕首相要求並說服梅伊讓他留任，並將他的職責擴大至涉獵社會保障。梅伊改變主意，而放棄推行她期盼的大規模重組，加上她的退讓，外界視之為首相權威減弱。
有人以杭特成功說服首相而留任，對比葛林寧未能說服首相而請辭。多名匿名保守黨議員批評梅伊擴大不忠大臣的職權，同時逼使忠心的請辭。

### 柯斐德惹爭議

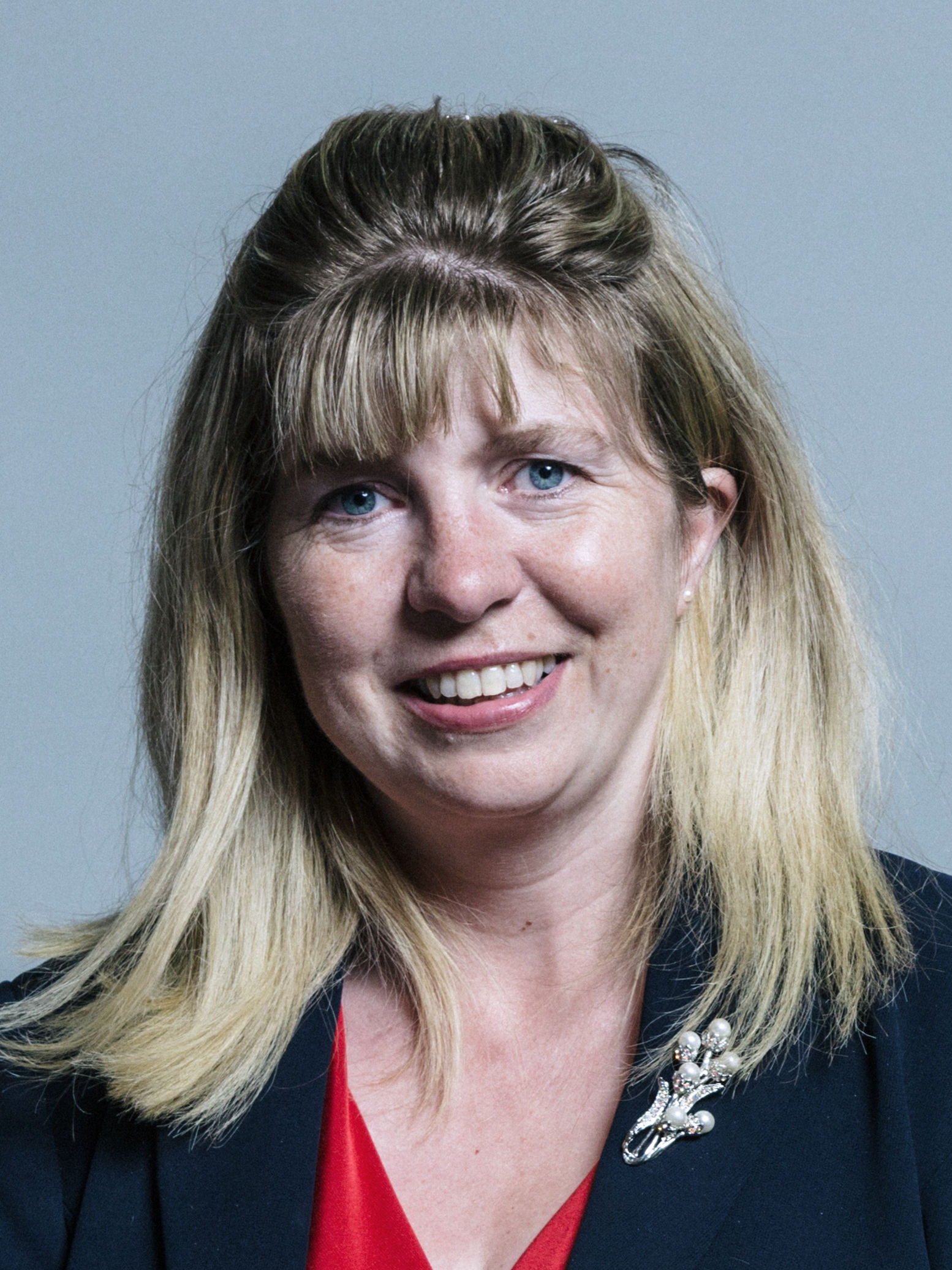
柯斐德

柯斐德獲任命為保守黨副主席（女性）後，英國懷孕諮詢服務中心表示「極度遺憾」，批評她曾經投票反對墮胎。中心特別指出戴安娜·約翰遜在2017年3月動議的十分鐘規則法案《生殖健康（人工流產權利）法案》提議結束起訴未經准許下流產的女性，柯斐德卻表態反對。藝人吉蓮·安德森和女性平權黨黨魁蘇菲·沃克都不滿考菲爾德獲任命此職，其中沃克指出「支持限制墮胎權利的人永遠不能有效為女性倡議」。

### 失誤與趣聞

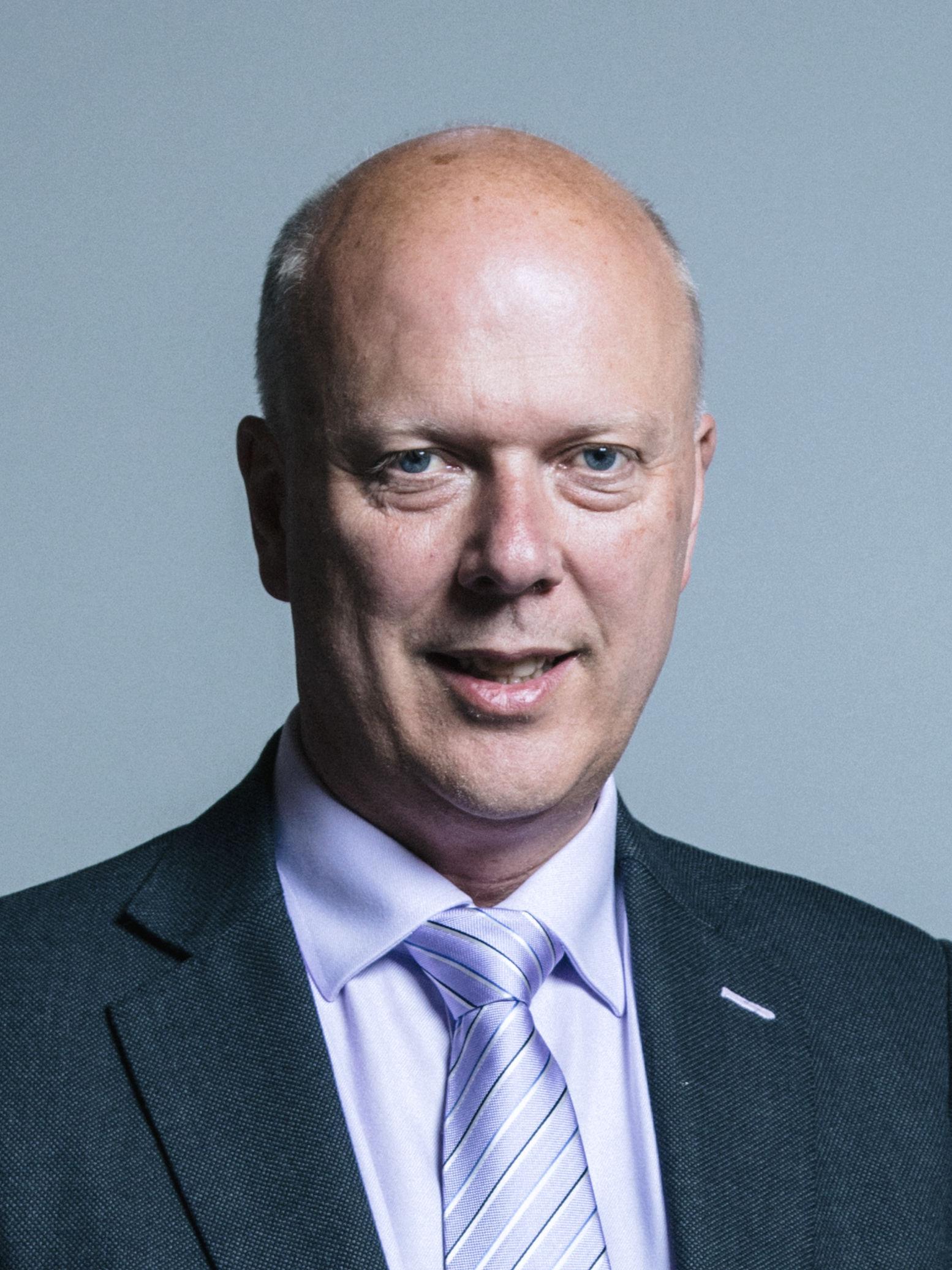
克里斯·葛瑞林

首相府未有任何正式公布前，保守党竞选总部率先在推特發文，恭喜克里斯·葛瑞林獲任命為保守党主席。雖然之後發現屬誤報，因而極速刪除，但仍然有不少傳媒目睹是次事件。有人笑稱葛瑞林做了破紀錄最短任期的「27秒黨主席」。
另外，杭特被發現讚好了部落格作家保羅·斯坦斯在推特發出有關葛林寧請辭的貼文，他旋即道歉並解釋是誤按，又表示自己很欽佩葛林寧。

### 政府部門改名
改組後，兩個部門的名稱都有變動：
- 衛生部（DH）改名為衛生及社會保障部（英语：Department of Health and Social Care (United Kingdom)）（DHSC）
- 社區及地方政府部（DCLG）改名為房屋、社區及地方政府部（MHCLG）

政府表示此舉是反映政府對房屋和社會保障事務的重視，協助露宿者的全國性慈善組織「危機」贊同政府此舉。但亦有反對者認為只是重新包裝的伎倆，其中衛生部的更名只是代表將內閣辦公廳監督社會保障綠皮書的職責轉移至其他部門，並非有意義的架構重組。反對黨領袖傑瑞米·柯賓形容部門改名是「毫無意義且死氣沉沉的公關技倆」，不會有實質改變，又指出「修改部門職稱並不能彌補過去八年的失敗」。

## 備註
1. ↑  非大臣職位
2. ↑  根據大臣薪級表而定：國會私人秘書 < 政務次官 < 國務大臣